# 前灘太古里

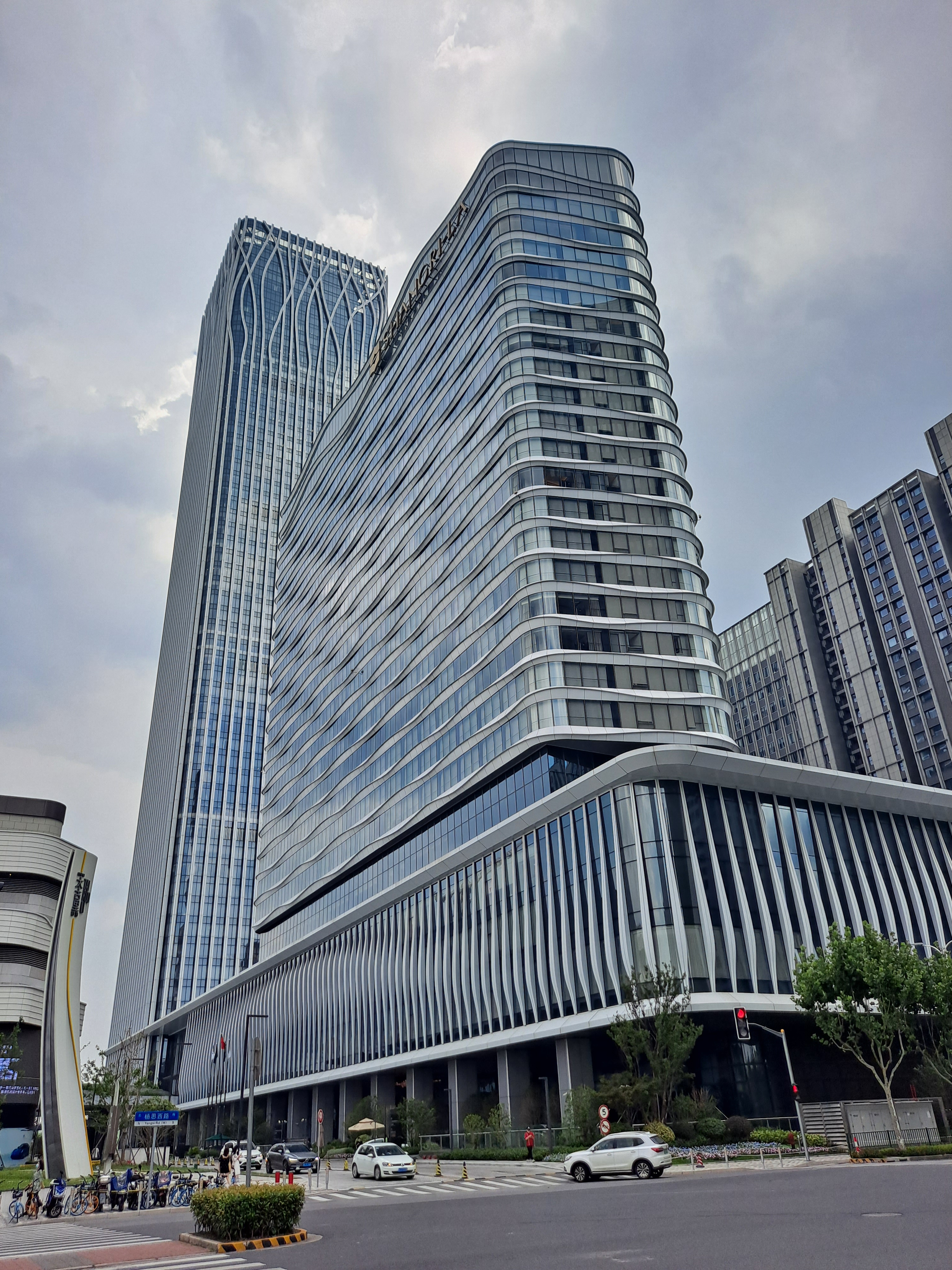
前滩中心和前滩香格里拉酒店

前滩太古里是中華人民共和國上海市浦東新區前滩国际商务区的一個商場，於2021年9月30日開業。前滩太古里是太古地产在中国内地的第三个太古里项目（前兩家分別為北京三里屯太古里和成都太古里），也是太古地产在上海的第二個零售項目（首家為興業太古匯），陆家嘴集团也參與該項目建設。前滩太古里由分布在南区、北区的约12万平方米的建筑及占地8,000平方米的中央公园组成，另外還有80米长的“悦目桥”，毗邻由陆家嘴集团投资的两大项目——楼高56层的“前滩中心”甲级写字楼，以及五星级酒店“前滩香格里拉酒店”。

## 租戶組合
前灘太古里設有約250家商舖，涵蓋高端零售及潮流時裝、餐飲及娛樂、生活品味、健康及藝術文化等多元化業態。
國際奢侈品牌包括：愛彼（Audemars Piguet）、 巴黎世家（Balenciaga）、寶格麗（Bulgari）、卡地亞（Cartier）、迪奧（Dior）、芬迪（Fendi）、喬治•阿瑪尼（Giorgio Armani）、古馳（Gucci）、愛馬仕（Hermès）、羅意威（Loewe）、路易威登（Louis Vuitton）、盟可睞（Moncler）、普拉達（Prada）、聖羅蘭（Saint Laurent）、蒂芙尼（Tiffany & Co.）、傑尼亞（Zegna）等。
Wellness及「花園式」概念店包括：
- 路易威登（Louis Vuitton）以Monogram四瓣花朵圖騰為靈感來源的最新設計臨時專賣店
- Zegna全國首個傑尼亞綠洲花園
- 上海首個寶詩龍（Boucheron）冬季花園店
- 全球首家星巴克向綠工坊
- 滑板品牌AVENUE & SON的中國首店和滑板公園
- 盟可睞（Moncler）全國最大的House of Genius
- 上海羅意威之家
- 中國內地首家MOViE MOViE文化生活概念影院[1]

## Wellness元素

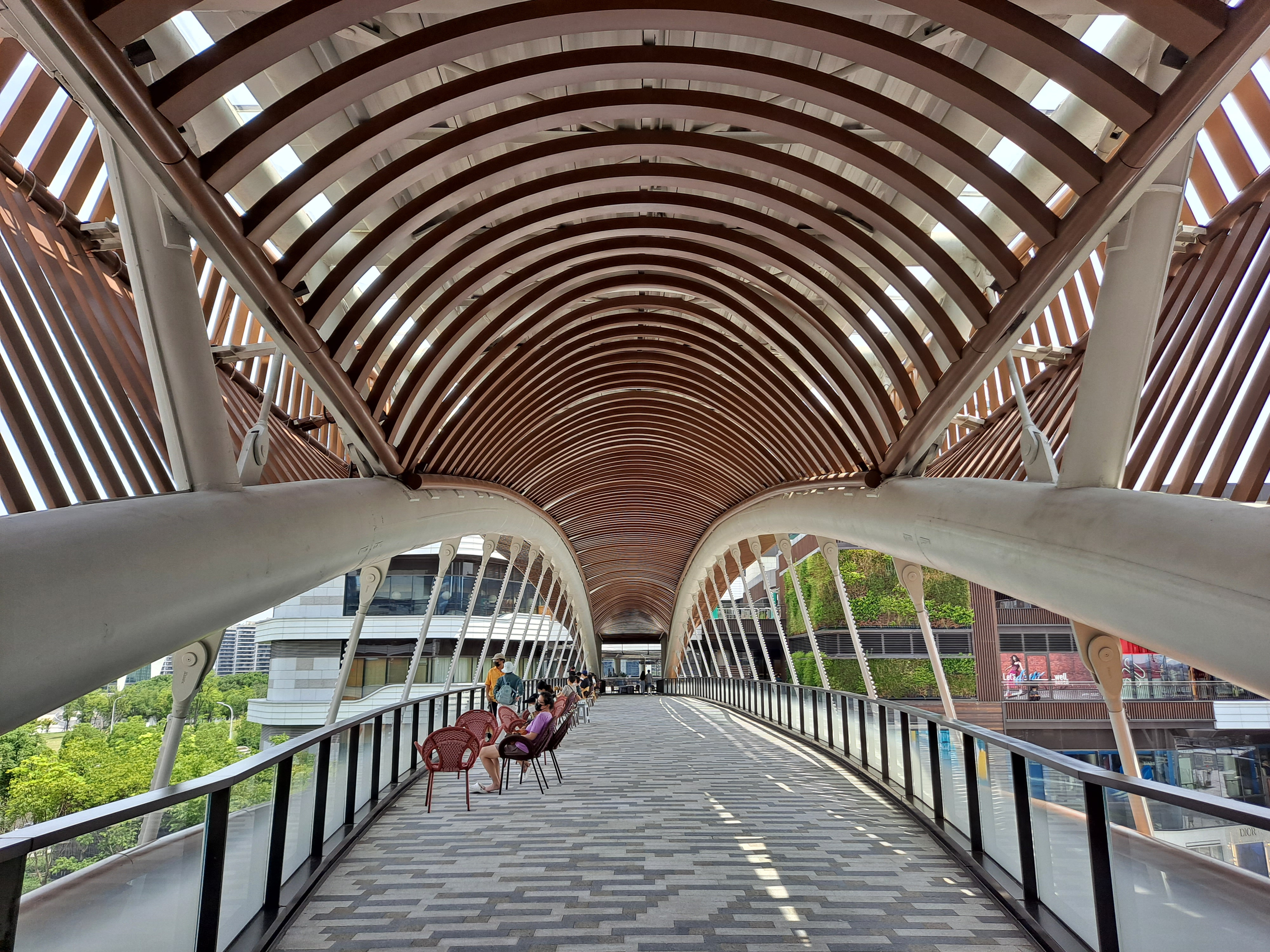
悅目橋

- 「雙層開放空間」在屋頂打造街區形態及大片綠化空間，由80米長的「悅目橋」（Scenic Bridge）橫貫上方，將黃浦江景緻盡收眼底
- 「自然主義」設計理念:「石區」及「木區」建築立面分別採用天然石材和木材鋪砌，由佔地8,000平方米的中央公園連繫兩區
- 綠植景觀融入每幢建築, 並設有多個特色開放空間供大眾流連消閒[1]

## 智能科技特色
- 屋頂設上海首創商場AI智能跑道「天空環道」，配備人臉識別技術及智能更衣室
- 數碼顯示屏及標示、廣告展示及商場指南
- 智能停車設施，如VIP網上預訂停車位、虛擬實境(VR)車輛搜尋服務以及無感泊車支付功能[1]

## 交通
- 直通上海地铁东方体育中心站(為6、8及11號線三線交匯點)，緊密連接陸家嘴、徐家匯、人民廣場和上海迪士尼樂園等重點商圈
- 距離上海浦東國際機場40分鐘車程
- 距離上海虹橋國際機場35分鐘車程

## 獎項
| 年份 | 獎項                                                                       | 主辦機構           |
| ---- | -------------------------------------------------------------------------- | ------------------ |
| 2019 | MIPIM AR 未來項目獎 (購物中心類)                                           | MIPIM              |
| 2021 | LEED能源與環境設計先鋒評級2009「建築主體與外殼體系」類別金級認證           | 美国绿色建筑委员会 |
| 2022 | WELL健康建築標準鉑金級認證(核心與外殼1版) — 中國內地首個獲此殊榮的購物商場 | 國際WELL建築研究院 |